# Чемберлен, Чарлз Джозеф
Чарлз Джо́зеф Че́мберлен (англ. Charles Joseph Chamberlain; 23 февраля 1863 — 5 января 1943) — американский ботаник, профессор морфологии и цитологии растений в Чикагском университете.

## Биография
Родился 23 февраля 1863 года в городке Салливан на севере Огайо. Учился в школе в Оберлине, в 1888 году получил степень бакалавра а Оберлинском колледже. Преподавал в школах, с 1889 по 1893 год — директор средней школы города Крукстон в Миннесоте. В 1894 году получил степень магистра в Оберлинском колледже, с 1893 года — в Чикагском университете. В 1897 году стал первым доктором наук новоорганизованной в 1894 году кафедры ботаники, возглавляемой профессором Джоном Култером. В 1923 году Чемберлен стал также доктором наук Оберлинского колледжа.
В 1901—1902 годах Чемберлен работал в Бонне в лаборатории Эдуарда Страсбургера. Ездил в экспедиции в Мексику для изучения распространения саговниковых и сбора образцов для подготовки монографии по их морфологии, которые также послужили основой для коллекции саговников оранжерей Чикагского университета.
С 1907 года преподавал в звании доцента, с 1911 года — адъюнкт-профессора. В 1915 году избран профессором морфологии и цитологии. Чемберлен активно сотрудничал с Култером, в соавторстве они опубликовали монографии по морфологии семенных растений, покрытосеменных, голосеменных. Напечатал несколько работ по систематике и морфологии саговниковых.
В 1931 году Чарлз Чемберлен избирался президентом Ботанического общества Америки. На протяжении многих лет работал в редакции немецкого ботанического журнала Botanisches Zentralblatt, а также Botanical Gazette.
Автор учебника «Методы растительной гистологии» (1901, переиздан в 1906 и 1924).
Скончался 5 января 1943 года.

## Некоторые публикации
- Chamberlain C. J. Methods in Plant Histology. — Chicago, 1901. — 159 p.
- Chamberlain C. J. Mitosis in Pellia // Botanical Gazette. — 1903. — Vol. 36 (1). — P. 28—51.
- Chamberlain C. J. The ovule and female gametophyte of Dioon // Botanical Gazette. — 1906. — Vol. 42 (5). — P. 321—358.
- Chamberlain C. J. The adult Cycad trunk // Botanical Gazette. — 1911. — Vol. 52 (2). — P. 81—104.
- Chamberlain C. J. Morphology of Ceratozamia // Botanical Gazette. — 1912. — Vol. 53 (1). — P. 1—19.
- Chamberlain C. J. Stangeria paradoxa // Botanical Gazette. — 1916. — Vol. 61 (5). — P. 353—372.
- Chamberlain C. J. The Living Cycads. — Chicago, 1919. — 172 p.
- Chamberlain C. J. Elements of Plant Science. — New York / London, 1930. — 394 p.
- Chamberlain C. J. Gymnosperms Structure and Evolution. — Chicago, 1935. — 484 p.

## Растения, названные именем Ч. Чемберлена
- Ceratozamia chamberlainii Mart.-Domínguez et al., 2017
- Cycas chamberlainii W.H.Br. & R.Kienholz, 1925 — Cycas riuminiana Porte ex Regel, 1863
- Zamia chamberlainii J.Schust., 1932 — Zamia pygmaea Sims, 1815